# 名古屋市立名東高等学校
名古屋市立名東高等学校（なごやしりつ めいとうこうとうがっこう）は、愛知県名古屋市名東区大針に所在する市立高等学校。

## 概要
1984年（昭和59年）に開校。普通科・国際英語科を設置しており、2005年度（平成17年度）までのスーパーイングリッシュランゲージハイスクールに指定されていた。
2011年度（平成23年度）より、大学への進学を重視して教育課程を新たに編成し、1コマ46分の7限授業を開始した。ロサンゼルス市教育委員会の推薦を経て派遣された専任のアメリカ人常勤講師による英語教育も行っている。

## 沿革
- 1984年（昭和59年）4月1日 - 名古屋市立名東高等学校として開校。
- 1988年（昭和63年）3月1日 - 名東国際教育センター竣工。
- 2002年9月1日（平成14年） - コンピューター室竣工・多目的学語学学習室竣工。
- 2010年（平成22年） - 従来の「英語科」を新たに「国際英語科」に変更[1]。

## 学校行事
- 体育祭（6月）
- サマーフェア（夏季球技大会）（7月中旬）
- 名東祭（9月中旬）
- Meito Art Jam （文化部発表会）（1月）
- 校内英語スピーチコンテスト（2月）
- スプリングフェア（春季球技大会）（3月）

## 部活動

### 運動部
- ダンス部
- サッカー部
- 野球部
- 陸上部
- テニス部
- バドミントン部
- バレーボール部
- バスケットボール部
- ハンドボール部
- 卓球部
- 水泳部
- 剣道部
- 新体操部

### 文化部
- コンピュータ部
- 美術部
- 吹奏楽部
- 放送部
- 家庭科部
- 能楽研究部
- 外国語研究部
- 自然科学部
- 演劇部
- 茶道部
- 映画研究部
- JRC
- 漫画研究部
- 合唱部
- 軽音楽部

## 著名な出身者
- 紫城るい（元宝塚歌劇団宙組トップ娘役）
- 紫門ゆりや（宝塚歌劇団花組男役）
- 七城雅（宝塚歌劇団月組男役）
- 三輪紋子（女優）
- 和久荘太郎（能楽師）
- 寺本晃輔（劇作家）
- 山﨑達璽（映画監督）
- 山崎亮（デザイナー）
- 滝川真由子（競艇選手）
- 森本さやか（元アナウンサー）
- 石井百恵（元アナウンサー）

## 周辺
本校は名東区の端の方にあり、日進市や長久手市との境に近い。
- 名古屋市立極楽小学校
- 名古屋市立高針台中学校
- 愛知淑徳大学長久手キャンパス
- 椙山女学園大学日進キャンパス
- 猪高緑地
- 愛知県道219号浅田名古屋線

## 交通アクセス
- 名古屋市営地下鉄東山線 本郷駅・星ヶ丘駅、鶴舞線 平針駅より名古屋市営バスに乗車、「極楽」停留所下車、徒歩で約3分。
- 名鉄バス「梅森坂口」停留所下車、徒歩で約10分。